# Lars Mikkelsen
Lars Dittmann Mikkelsen, född 6 maj 1964 i Gladsaxe utanför Köpenhamn, är en dansk skådespelare. Han är bror till Mads Mikkelsen. Han är gift med skådespelerskan Anette Støvelbæk, och paret har två barn tillsammans. 
Mikkelsen har bland annat medverkat i TV-serier som Krönikan, Brottet och Herrens vägar samt Den som dräper. 2014 spelade han rollen som Charles Augustus Magnussen i ett avsnitt av den brittiska TV-serien Sherlock. I tredje säsongen (2015) av Netflix-serien House of Cards spelar han den ryska presidenten Viktor Petrov.

## Filmografi i urval
- 1997 – Taxa (TV-serie)
- 2001 – En kærlighedshistorie
- 2002 – Mordkommissionen (TV-serie)
- 2003 – Nikolaj och Julie (TV-serie)
- 2004–2007 – Krönikan (TV-serie)
- 2005 – H.C. Andersen - historien om en digter (TV-film)
- 2007 – De glömda själarnas ö
- 2007 – Brottet (TV-serie)
- 2008 – Flamman och Citronen
- 2011 – Den som dräper (TV-serie)
- 2011 – Den som dräper - forntidens skugga
- 2013–2022 – Borgen (TV-serie)
- 2014 – Sherlock (TV-serie)
- 2014 – 1864 (TV-serie)
- 2015 – Invasionen av Danmark
- 2015–2018 – House of Cards (TV-serie)
- 2017–2018 – Herrens vägar (TV-serie)
- 2017 – Historien om Danmark (dokumentär, värd/berättare)
- 2018 – Ditte & Louise
- 2020 – Blodsbröder (TV-serie)
- 2021 – Badhotellet (TV-serie)
- 2025 – Frankenstein